# 纖毛
纖毛（拉丁语：cilium，複數為cilia）是真核生物和纤毛虫細胞的胞器，一般呈细长线状。细菌与古菌没有纤毛。真核生物的精细胞和许多原生动物的鞭毛运动纤毛有着相似的结构，都能使生物体在液体中游动；但往往比纤毛更长，运动模式也更接近波状。
支撑纤毛的亚显微结构是微管，微管连接在基体之上。
動物細胞利用纖毛撥動附近或移動自身，分布在呼吸系統、輸卵管，像是氣管壁上的上皮細胞就具有纖毛，可以排除肺部塵埃。

纤毛结构示意图

纖毛可分為兩種型態，一種稱為運動纖毛（motile cilia），能夠長久地向同一方向運動。另一種則是非運動纖毛（non-motile cilia，Primary cilia 或 Immotile cilia），一般用作感應胞器。
纖毛與鞭毛合稱為波動足（undulipodia）。
一个细胞一般拥有一条原纤毛或许多运动鞭纤毛。纤毛核（纤毛轴丝）的结构决定了纤毛的种类。大多数运动纤毛有9根微管二联管环绕着一对中央单微管，叫做9+2型轴丝。大多数非动纤毛都是9+0型轴丝，缺乏中央单微管对。还缺少引发运动的相关成分，如内外侧的动力蛋白臂等。有些运动纤毛缺乏中央对，有些非动纤毛却拥有中央对，这样可以分出4个类型。
大多数非动纤毛也被称为“原纤毛”或“感应纤毛”，常充当感应细胞器。大多数脊椎动物的大多数细胞有单一的非动原纤毛，起到类似于触须的作用。嗅觉感受神经拥有极为大量的非动纤毛。拥有中央微管对的非动纤毛叫做动纤毛（kinocilia），见于毛细胞。
运动纤毛常见于呼吸道黏膜上皮细胞，平均每个细胞拥有约200根纤毛，一般用于粘膜纤毛清除，也有机械知觉和化学感受功能。室管膜上的运动纤毛可使脑脊液流过大脑脑室。运动纤毛也出现在雌性动物输卵管内壁，用于将卵细胞从卵巢移动到子宫。缺乏中央微管对的运动纤毛见于胚胎期原结细胞（“结细胞”）， 这些结纤毛也是两侧对称动物出现一定程度左右不对称原因。
纖毛會朝著向外的方向擺動，使異物隨著纖毛的擺動而排出。

## 结构

真核生物运动纤毛

纤毛扎根于细胞表面的基体。从基体到过渡板和过渡区前面是纤毛根，早期的微管三联体变为轴丝的微管二联管。

### 基体
纤毛扎根于基体，一般是指母中心粒。哺乳动物的基体有许多微管三联管组、近端附属物和9根支杆状结构（远端附属物），将基体接到纤毛底部的膜上。在轴丝的生长过程中，基体三联微管的每一根都会延伸成双联微管。

### 纤毛小根
纤毛小根是一种类似于细胞骨架的结构，来自纤毛的近端基体。纤毛小根直径约为80-100 nm，带交叉条纹，以大约55-70 nm的间隔规则分布。小根的主要成分是一种由CROCC基因编码的小根蛋白。

### 过渡区
为实现其独特的组成，纤毛的最近端部分包含一个过渡区，也称作“纤毛门”，控制蛋白质进出纤毛。过渡区附近的Y形结构将纤毛膜与底层的轴丝相连。对选择性进入纤毛的控制可能涉及过渡区的筛状功能。过渡区成分的遗传性缺陷也可能导致纤毛病变，如Joubert综合征。过渡区的结构和功能在不同生物体中是不同的，秀丽隐杆线虫、黑腹果蝇和莱茵衣藻。在哺乳动物中，过渡区的破坏降低了膜相关纤毛蛋白的丰度，如参与刺猬信号通路传导的纤毛蛋白，这损害了依赖于刺猬信号传导的胚胎发育的位数和中央神经系统的模式。

### 轴丝
纤毛内部有一个以微管为基础的细胞骨架核心，称作轴丝。原纤毛的轴丝一般有排成环装的9个外部微管双联体（即所谓9+0轴丝），运动纤毛的轴丝除此之外还有2个中心微管单体（即所谓9+2轴丝），与鞭毛的轴丝是同一种。运动纤毛内的轴丝充当内外动力蛋白臂的支架，并为驱动蛋白和动力蛋白的马达蛋白提供轨道。纤毛成分的运输是通过纤毛内转运（IFT）实现的，这与神经纤维的轴突转运类似。转运是双向的，细胞骨架马达蛋白驱动蛋白和动力蛋白沿微管轨道运输纤毛成分；驱动蛋白向纤毛顶部运动，动力蛋白则向着细胞体运动。纤毛外侧有纤毛膜，包裹在细胞膜内。

## 外部連結
- Brief summary of importance of cilia to many organs in human physiology
- The Ciliary Proteome Web Page at Johns Hopkins （页面存档备份，存于）